# Bashnījābād
Bashnījābād (persiska: بشنیج آباد, Bashnīj) är en ort i Iran.   Den ligger i provinsen Khorasan, i den nordöstra delen av landet, 700 km öster om huvudstaden Teheran. Bashnījābād ligger 1 156 meter över havet och antalet invånare är 693.
Terrängen runt Bashnījābād är platt.Runt Bashnījābād är det ganska tätbefolkat, med 56 invånare per kvadratkilometer. Närmaste större samhälle är Nīshābūr, 11,2 km öster om Bashnījābād. Omgivningarna runt Bashnījābād är i huvudsak ett öppet busklandskap.